# Орнек, Ырмак
Ырма́к Орне́к (тур. Irmak Örnek; род. 20 августа 1987, Измир) — турецкая актриса

 театра, кино и телевидения, танцовщица

 и фотомодель.

## Биография и карьера
Ырмак Орнек родилась 20 августа 1987 года в Измире (Турция). Она окончила факультет связей с общественностью и рекламы Измирского экономического университета, затем переехала в Стамбул, где получила степень магистра на факультете актёрского мастерства Университета Бахчешехир.
В 2011 году Орнек дебютировала на телевидение, сыграв роль Мелис телесериале «Наша невестка». В 2012 году она присоединилась к труппе муниципального театра и в том же году сыграла роль Айше в телесериале «Прощание». В 2013 году сыграла роль Эбру в фильме «Даббе: Проклятие джинна». В 2014 году Орнек сыграла роль Аслы в телесериале «Милосердие». В 2015 году она сыграла роль Айлин в фильме «Жизнь Надиде». С 2016 по 2017 год играла роль Ширин Турхан в телесериале «Отважный и красавица». В 2018 году Орнек сыграла роль Ознур в телесериале «Одной надежды достаточно». В 2021 году она появилась в эпизоде телесериала «Позвоните моему менеджеру» и исполнила роль Ямур в телесериале «Наша тайна». Сотрудничает с Городскими театрами Стамбула и театром Ян Эткри, работает в модельном бизнесе и занимается латиноамериканскими танцами.

## Фильмография
| Год       |   | Русское название          | Оригинальное название | Роль         |
| --------- | - | ------------------------- | --------------------- | ------------ |
| 2011      | с | Наша невестка             | Bizim Yenge           | Мелис        |
| 2012      | с | Прощание                  | Veda                  | Айше         |
| 2013      | ф | Даббе: Проклятие джинна   | Dabbe: Cin Çarpmasi   | Эбру         |
| 2014      | с | Милосердие                | Merhamet              | Аслы         |
| 2015      | ф | Жизнь Надиде              | Nadide Hayat          | Айлин        |
| 2016—2017 | с | Отважный и красавица      | Cesur ve Güzel        | Ширин Турхан |
| 2018      | с | Одной надежды достаточно  | Bir Umut Yeter        | Ознур        |
| 2021      | с | Позвоните моему менеджеру | Menajerimi Ara        |              |
| 2021      | с | Наша тайна                | İkimizin Sırrı        | Ямур         |